# Les Corps célestes (film)
Pour plus de détails, voir Fiche technique et Distribution.
Les Corps célestes est un film québécois réalisé par Gilles Carle en 1973.

## Synopsis
Pendant la seconde guerre mondiale, le proxénète Desmond débarque à Borntown (ville minière fictive du Québec) accompagné d'un cortège de filles de joie pour y établir un bordel. Desmond et sa comparse Sweetie doivent ruser avec les autorités locales pour couvrir la nature de leur entreprise et s'intégrer à la communauté. Desmond s'infatue de sa nouvelle protégée, la jeune et innocente orpheline Rose-Marie, «la plus belle fleur de son jardin» qui n'a de cesse de lui résister. Pris de délire après avoir mis à jour les desseins de Desmond, le curé se met à prêcher l'amour libre pendant la messe de Noël. Avec l'aide de Lorenzo, Rosemarie parvient à s'enfuir de Borntown pour échapper à l'empire de Desmond. Le curé s'amourache de Sweetie alors que le bordel, converti en «temple de l'amour», ouvre ses portes au jour de l'An. Dans un rebondissement final, Rose-Marie et son amoureux Lorenzo reviennent au bordel pour prendre part à la fête. 

## Fiche technique
- Titre : Les Corps célestes
- Réalisation : Gilles Carle
- Pays :  Canada
- Langue : français
- Durée : 104 minutes
- Date de sortie : 
  - Canada : 20 septembre 1973

## Distribution
- Carole Laure : Rose-Marie
- Donald Pilon : Desmond
- Micheline Lanctôt : Sweetie
- Jacques Dufilho : le curé
- Yvon Barette : Lorenzo